# Harold T. Wilkins
Harold Tom Wilkins (Tháng 6, 1891 – 1960) là một nhà báo người Anh nổi tiếng với những cuốn sách về săn tìm kho báu và những tuyên bố giả lịch sử về Atlantis và vùng Nam Mỹ.

## Tiểu sử
Sinh trưởng ở thành phố Gloucester, ông là con trai của Albert Wilkins, một thợ đầu máy, và vợ là Leah, Wilkins học tiếng Anh và lịch sử tại Đại học Cambridge và bắt đầu sự nghiệp báo chí. Trong Thế chiến I ông bị cầm tù như một kẻ phản đối nghĩa vụ quân sự. Ông thường xuyên đưa tin về những thí nghiệm truyền hình đầu tiên của John L. Baird, trong những năm 1926—1932.
Năm 1931, Wilkins đã miêu tả chi tiết về những bí ẩn của Mary Celeste đăng trên tờ Quarterly Review. Sau đó nó được in lại trong cuốn sách của ông có tựa đề Mysteries Solved and Unsolved. Trong những năm 1950, ông xuất bản những cuốn sách tuyên bố rằng UFO là kẻ thù của nhân loại. Wilkins còn viết về các vị thần người da trắng, cho rằng một chủng tộc da trắng biến mất đã chiếm toàn bộ Nam Mỹ trong thời cổ đại. Wilkins còn là người chịu ảnh hưởng của thuyết Trái Đất rỗng, khi ông xác định vị trí hậu duệ của người Atlantis đã chui xuống những đường hầm dưới lòng đất ở Nam Mỹ, đặc biệt là ở Brasil; ông cũng thảo luận về những đường hầm dưới lòng đất ở các địa điểm khác như Andes.
Wilkins, trong cuốn sách Strange Mysteries of Time and Space, đã viết về con tàu ma nổi tiếng Mary Celeste, những vụ mất tích tại núi Glastenbury, những bí ẩn thời Trung cổ, những vụ mất tích của máy bay, tàu thuyền và con người, bao gồm Ambrose Bierce và vụ mất tích hư cấu của Andrew Lang, mà ông cho là có thực.

## Đón nhận
Nhà nhân chủng học John Alden Mason từng mô tả nghiên cứu của Wilkins là giả lịch sử và lưu ý rằng hầu hết các phát biểu của ông có khả năng xác minh hóa ra là không chính xác.
Một bài đánh giá đăng trên tập san Western Folklore cho rằng tác phẩm Mysteries of Ancient South America của Wilkins đọc lên giống hệt một cuốn sách khoa học viễn tưởng do những tuyên bố giả lịch sử của nó.
Cuốn Secret Cities of Old South America của ông từng được câu lạc bộ The Explorers Club mô tả trong bài đánh giá y như một "cuốn sách quái gở, dựa trên kết luận hoang đường của nó về giả định rằng Atlantis và Mu đã từng tồn tại... Bất chấp bản danh mục dài dằng dặc có rất ít tài liệu đáng tin cậy trong cuốn sách. Một tin đồn hư ảo."
Jason Colavito đã lưu ý rằng Wilkins là một tay đạo văn. Trong cuốn sách Secret Cities of Old South America ông đã lấy tài liệu từ Học thuyết Bí truyền của Helena Blavatsky.

## Tác phẩm xuất bản
Kho báu hải tặc
- Hunting Hidden Treasures (1929)
- Modern Buried Treasure Hunters (1934)
- Pirate treasure (1934)
- Captain Kidd and his Skeleton Island (1937)
- Panorama of Pirate Treasure (1940)
- Mysteries and Monsters of the Deep (1948)
- The Mystery and Legend of Cocos Treasure Island (1948)

Nhà du hành cổ và UFO
- Flying Saucers on the Attack (1954)
- Flying Saucers on the Moon (1954)
- Flying Saucers Uncensored (1955)

Nam Mỹ
- Mysteries of Ancient South America (1945)
- Secret Cities of Old South America (1952)

Số khác
- Strange Mysteries of Time and Space (1958)
- Mysteries Solved And Unsolved (1961)

### Bài báo
- Secrets of Ancient Torture Chambers. Popular Mechanics. September 1929. pp. 402–407.
- Wilkins, Harold T. (1931). Light on the Mystery of the "Mary Celeste". Quarterly Review 257: 82–96.
- History of the Talking Mongoose Lưu trữ ngày 27 tháng 1 năm 2017 tại Wayback Machine. Fate. June 1952. pp. 58–69.